# Kungskondor
Kungskondor (Sarcoramphus papa) är en asätande rovfågel som tillhör familjen kondorer. Den placeras som ensam art i släktet Sarcoramphus, men fossil från andra arter av släktet är kända.

## Utseende
Kungskondoren är stor och huvudsakligen vit till färgen men har svarta fjädrar i vingar, stjärt och krage. Huvud och nacke saknar fjädrar. Huden här kan ha olika färg, bland andra gul, orange, blå, lila och röd. Kungsgamen har en iögonfallande köttig "vårta" på näbben.

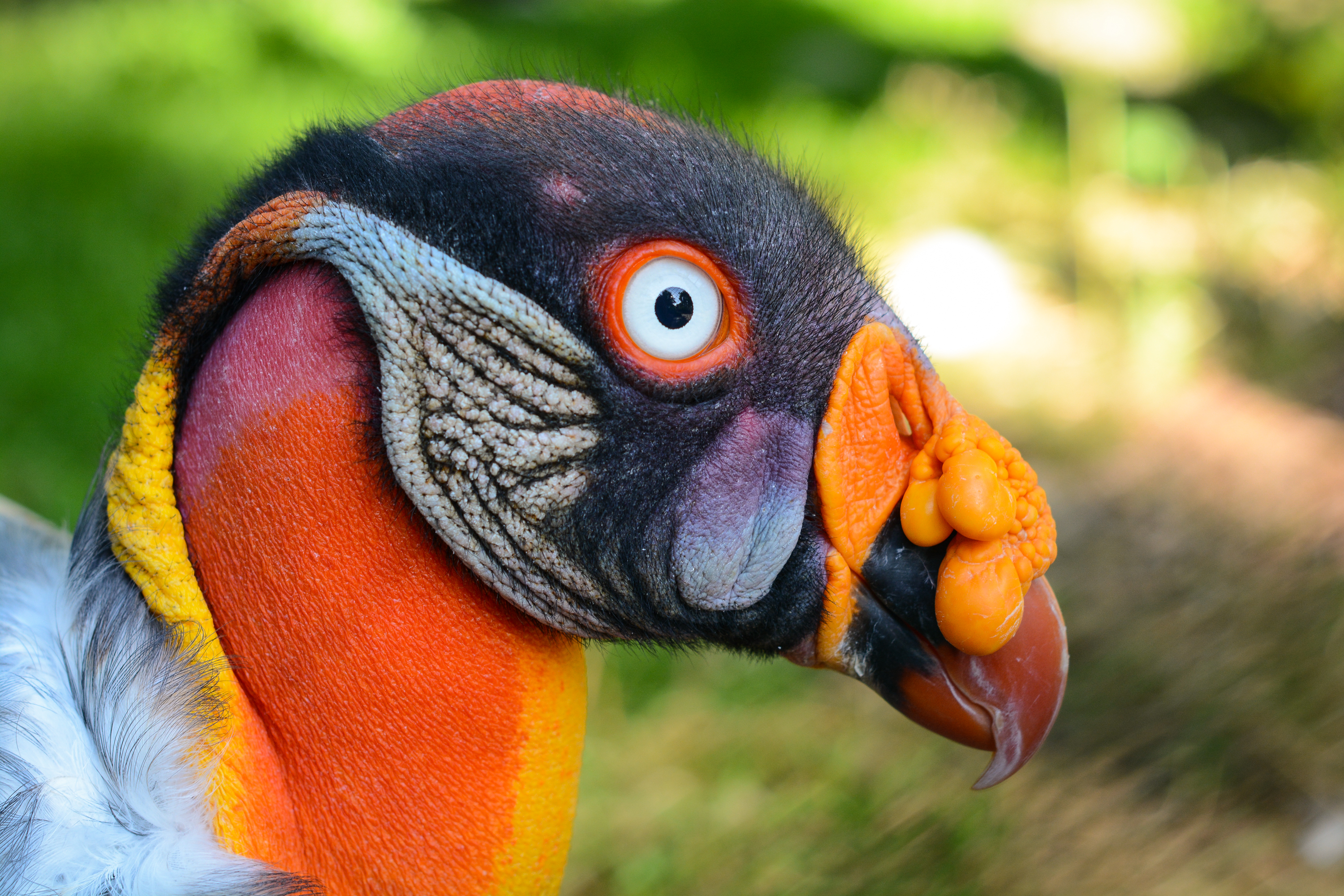
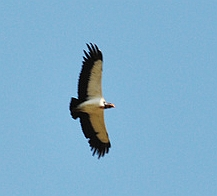
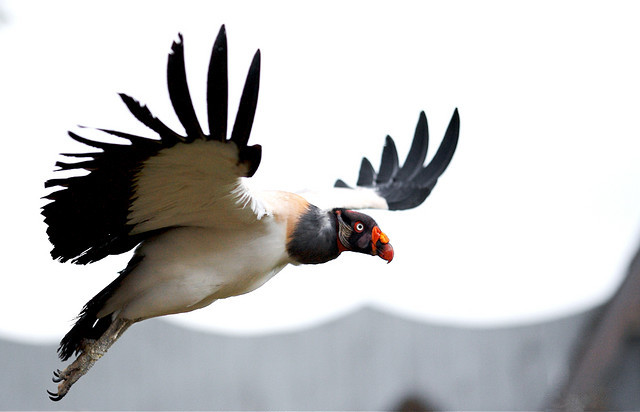
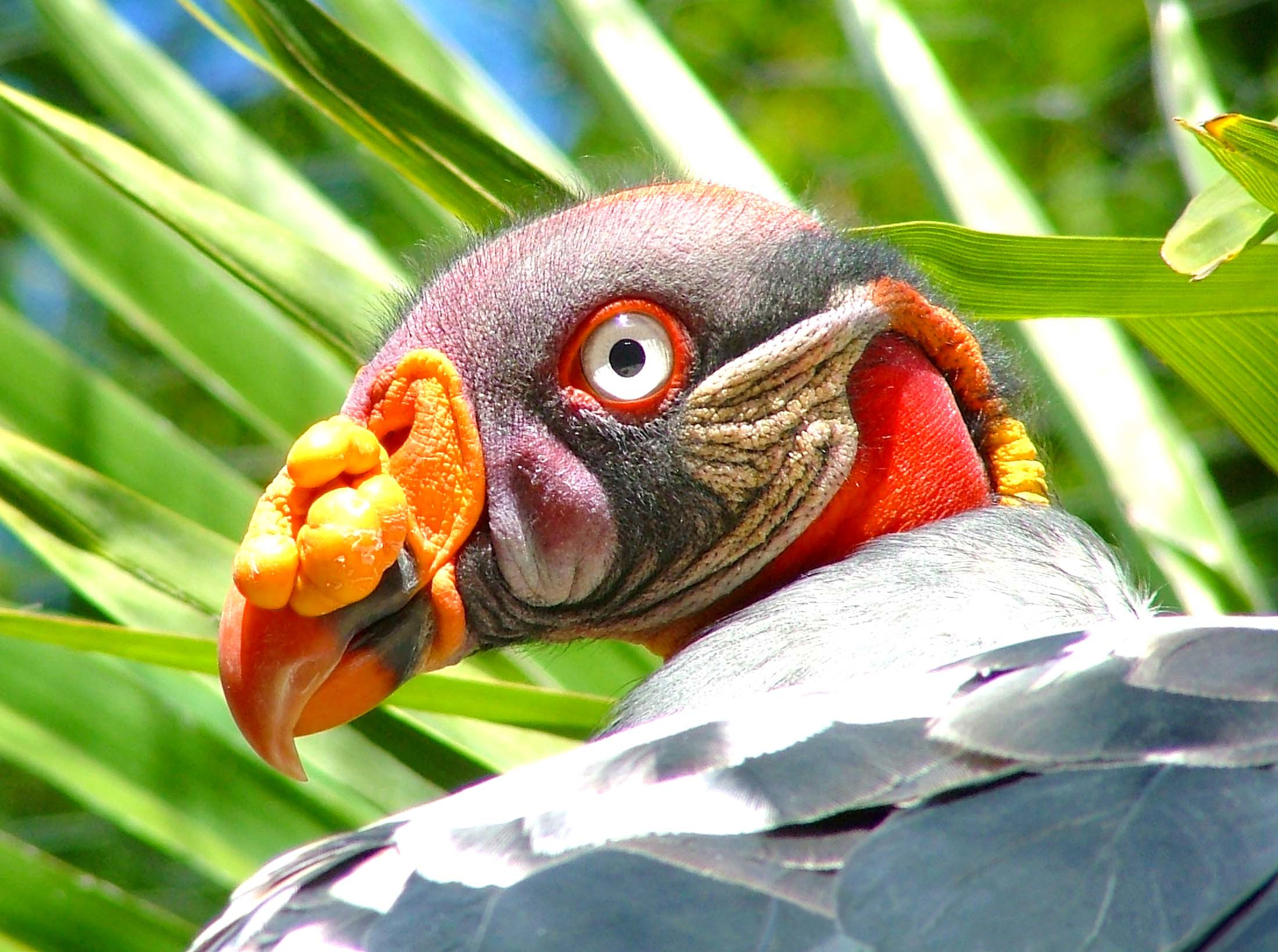

## Utbredning och systematik
Kungskondoren återfinns främst i tropiska låglandsskogar i Syd- och Centralamerika, och dess utbredningsområde sträcker sig från södra Mexiko till norra Argentina och Brasilien. Den behandlas som monotypisk, det vill säga att den inte delas in i några underarter.

## Ekologi
Denna rovfågel är asätare och gör ofta det första hugget på ett nyligen dött djur. Den kan också tränga undan mer småväxta kondorer från as. I fångenskap har kungskondorer levt upp till 30 års ålder.

## Kungsgamen och människan

### I kulturen
Kungskondorer är ofta förekommande i antika skrifter av Mayafolket, liksom i folksägner och folkmedicin.

### Status och hot
Kungskondoren är visserligen listad som livskraftig (LC) av IUCN men antalet minskar, framför allt på grund av att många av de områden där den lever nu förändras så att de inte längre passar kungsgamen lika bra.

### Namn
Arten kallades tidigare savanngam på svenska, men tilldelades 2024 ett nytt svenskt officiellt namn av Birdlife Sveriges taxonomikommitté för att särskilja från de ej närbesläktade gamarna i gamla världen.